# Тісбері (Массачусетс)
Тісбері (англ. Tisbury) — місто (англ. town) в США, в окрузі Дюкс штату Массачусетс. Населення — 4815 осіб (2020).

## Демографія
Згідно з переписом 2010 року, у місті мешкало 3949 осіб у 1806 домогосподарствах у складі 975 родин. Було 3094 помешкання
Расовий склад населення:
| - 86,3 % — білих - 3,6 % — чорних або афроамериканців - 0,8 % — азіатів - 0,4 % — корінних американців - 5,2 % — осіб інших рас |

До двох чи більше рас належало 3,6 %. Частка іспаномовних становила 3,0 % від усіх жителів.
За віковим діапазоном населення розподілялося таким чином: 18,4 % — особи молодші 18 років, 64,9 % — особи у віці 18—64 років, 16,7 % — особи у віці 65 років та старші. Медіана віку мешканця становила 44,3 року. На 100 осіб жіночої статі у місті припадало 95,2 чоловіків;  на 100 жінок у віці від 18 років та старших — 92,4 чоловіків також старших 18 років.
Середній дохід на одне домашнє господарство  становив 89 899 доларів США (медіана — 48 869), а середній дохід на одну сім'ю — 107 521 долар (медіана — 69 107). Медіана доходів становила 46 659 доларів для чоловіків та 44 479 доларів для жінок. За межею бідності перебувало 6,9 % осіб, у тому числі 0,0 % дітей у віці до 18 років та 11,6 % осіб у віці 65 років та старших.
Цивільне працевлаштоване населення становило 2297 осіб. Основні галузі зайнятості: роздрібна торгівля — 22,8 %, освіта, охорона здоров'я та соціальна допомога — 22,8 %, будівництво — 13,9 %, мистецтво, розваги та відпочинок — 10,1 %.